# Клудка (Куявсько-Поморське воєводство)
Клудка (пол. Kłódka) — село в Польщі, у гміні Роґужно Ґрудзьондзького повіту Куявсько-Поморського воєводства.
Населення — 315 осіб (2011).
У 1975-1998 роках село належало до Торунського воєводства.

## Демографія
Демографічна структура станом на 31 березня 2011 року:
|          | Загалом | Допрацездатний вік | Працездатний вік | Постпрацездатний вік |
| -------- | ------- | ------------------ | ---------------- | -------------------- |
| Чоловіки | 163     | 47                 | 104              | 12                   |
| Жінки    | 152     | 35                 | 93               | 24                   |
| Разом    | 315     | 82                 | 197              | 36                   |